# Гроза авторитетов
Гроза авторитетов — хоккейный приз, вручавшийся команде отнявшей наибольшее количество очков у призёров чемпионата СССР. Приз, учредителем которого была газета «Спортивная Москва», существовал с 1982 по 1998 год.

## Все лауреаты
| Сезон     | Команда                 |
| --------- | ----------------------- |
| 1981/1982 | «Сокол» Киев            |
| 1982/1983 | «Торпедо» Горький       |
| 1983/1984 | «Динамо» Москва         |
| 1984/1985 | «Торпедо» Горький       |
| 1985/1986 | «Динамо» Рига           |
| 1986/1987 | «Спартак» Москва        |
| 1987/1988 | «Сокол» Киев            |
| 1988/1989 | «Сокол» Киев            |
| 1989/1990 | «Крылья Советов» Москва |
| 1990/1991 | ЦСКА Москва             |
| 1992—1996 | Не вручался             |
| 1997/1998 | «Северсталь» Череповец  |

- Призы российского хоккея
- Чемпионат СССР по хоккею с шайбой
- Чемпионат России по хоккею с шайбой